# Linea Sagano
La Linea Sagano (嵯峨野線?, Sagano-sen) è un servizio ferroviario che percorre parte della linea a scartamento ridotto principale Sanin gestita dalla JR West, che svolge servizi per i pendolari che partono e arrivano alla stazione di Kyoto. I treni generalmente hanno come capolinea le stazioni di Sonobe, ma alcuni arrivano fino a Fukuchiyama.

## Servizi
La linea è percorsa da treni locali, che fermano in tutte le stazioni, e da treni espressi che saltano le meno frequentate.

## Percorso
| Stazione                                                             | Giapponese | Rapido | Distanza | Collegamenti | Posizione      |
| -------------------------------------------------------------------- | ---------- | ------ | -------- | --- | -------------- |
| Linea principale San'in                                              |            |        |          | |                |
| Kyoto                                                                | 京都       | ●      | 0.0      | ■ Tōkaidō Shinkansen ■ Linea principale Tōkaidō ■ Linea JR Kyōto ■ Linea Biwako ■ Linea Hokuriku ■ Linea principale San'in ■ Linea Kintetsu Kyōto Linea Karasuma | Shimogyo-ku    |
| Tambaguchi                                                           | 丹波口     | -      | 2.5      | | Shimogyo-ku    |
| Nijō                                                                 | 二条       | ●      | 4.2      | Linea Tōzai | Nakagyo-ku     |
| Emmachi                                                              | 円町       | ●      | 5.8      | | Nakagyo-ku     |
| Hanazono                                                             | 花園       | -      | 6.9      | | Ukyo-ku, Kyoto |
| Uzumasa                                                              | 太秦       | -      | 8.6      | | Ukyo-ku, Kyoto |
| Saga-Arashiyama                                                      | 嵯峨嵐山   | ●      | 10.3     | Ferrovia panoramica Sagano | Ukyo-ku, Kyoto |
| Hozukyō                                                              | 保津峡     | -      | 14.3     | | Kameoka        |
| Umahori                                                              | 馬堀       | -      | 18.1     | Ferrovia panoramica Sagano | Kameoka        |
| Kameoka                                                              | 亀岡       | ●      | 20.2     | | Kameoka        |
| Namikawa                                                             | 並河       | ●      | 23.4     | | Kameoka        |
| Chiyokawa                                                            | 千代川     | ●      | 25.2     | | Kameoka        |
| Yagi                                                                 | 八木       | ●      | 28.2     | | Nantan         |
| Yoshitomi                                                            | 吉富       | ●      | 32.2     | | Nantan         |
| Sonobe                                                               | 園部       | ●      | 34.2     | | Nantan         |
| Prosecuzione sulla linea principale San'in verso Fukuchiyama e oltre |            |        |          | |                |